# Heungkuk Life Pink Spiders Women's Volleyball Club
Lo Heungkuk Life Pink Spiders Women's Volleyball Club (in coreano 흥국생명 핑크스파이더스 여자 배구단) è una società pallavolistica femminile sudcoreana, con sede a Incheon e militante nel massimo campionato sudcoreano, la V-League; il club è di proprietà dell'azienda Heungkuk Life Insurance.

## Rosa 2015-2016
| N° | Nome              | Ruolo | Data di nascita   | Nazionalità sportiva |
| -- | ----------------- | ----- | ----------------- | -------------------- |
| 1  | Jeong Si-yeong    | S/O   | 12 marzo 1993     | Corea del Sud        |
| 2  | Alexis Olgard     | C     | 27 maggio 1991    | Stati Uniti          |
| 3  | Sin Yeon-gyeong   | S     | 9 marzo 1994      | Corea del Sud        |
| 4  | Im Hae-jeong      | C     | 26 febbraio 1995  | Corea del Sud        |
| 5  | Han Ji-hyeon      | L     | 17 agosto 1994    | Corea del Sud        |
| 6  | Ju Ye-na          | S     | 2 maggio 1990     | Corea del Sud        |
| 7  | Kim Hye-jin       | C     | 17 febbraio 1989  | Corea del Sud        |
| 8  | Kim Hye-seon      | L     | 1º luglio 1991    | Corea del Sud        |
| 9  | Jeong Yu-ri       | S/O   | 23 marzo 1996     | Corea del Sud        |
| 11 | Kim Su-ji         | C     | 11 luglio 1987    | Corea del Sud        |
| 12 | Gong Yun-hui      | S/O   | 12 marzo 1995     | Corea del Sud        |
| 13 | Taylor Simpson    | S     | 10 settembre 1993 | Stati Uniti          |
| 14 | Jo Song-hwa       | P     | 12 marzo 1993     | Corea del Sud        |
| 15 | Lee Su-jeong      | P     | 25 agosto 1972    | Corea del Sud        |
| 16 | Lee Han-bi        | S     | 28 ottobre 1996   | Corea del Sud        |
| 17 | Lee Jae-yeong     | S     | 15 ottobre 1996   | Corea del Sud        |
| 18 | Kim Do-hui        | P     | 14 aprile 1997    | Corea del Sud        |
| 19 | Gang Hye-su       | S     | 19 giugno 1995    | Corea del Sud        |
| 20 | Hwang Hyeon-jeong | C     | 31 agosto 1997    | Corea del Sud        |

## Palmarès
- Campionato sudcoreano: 3

2005-06, 2006-07, 2008-09
- Coppa KOVO: 1

2010
- / V.League Top Match: 1

2009

## Denominazioni precedenti
- 1971-1991: Taekwang Women's Volleyball (태광산업 여자배구단)
- 1991-2005: Heungkuk Life Women's Volleyball Club (흥국생명 여자배구단 )